# Sagitta (schip, 1940)

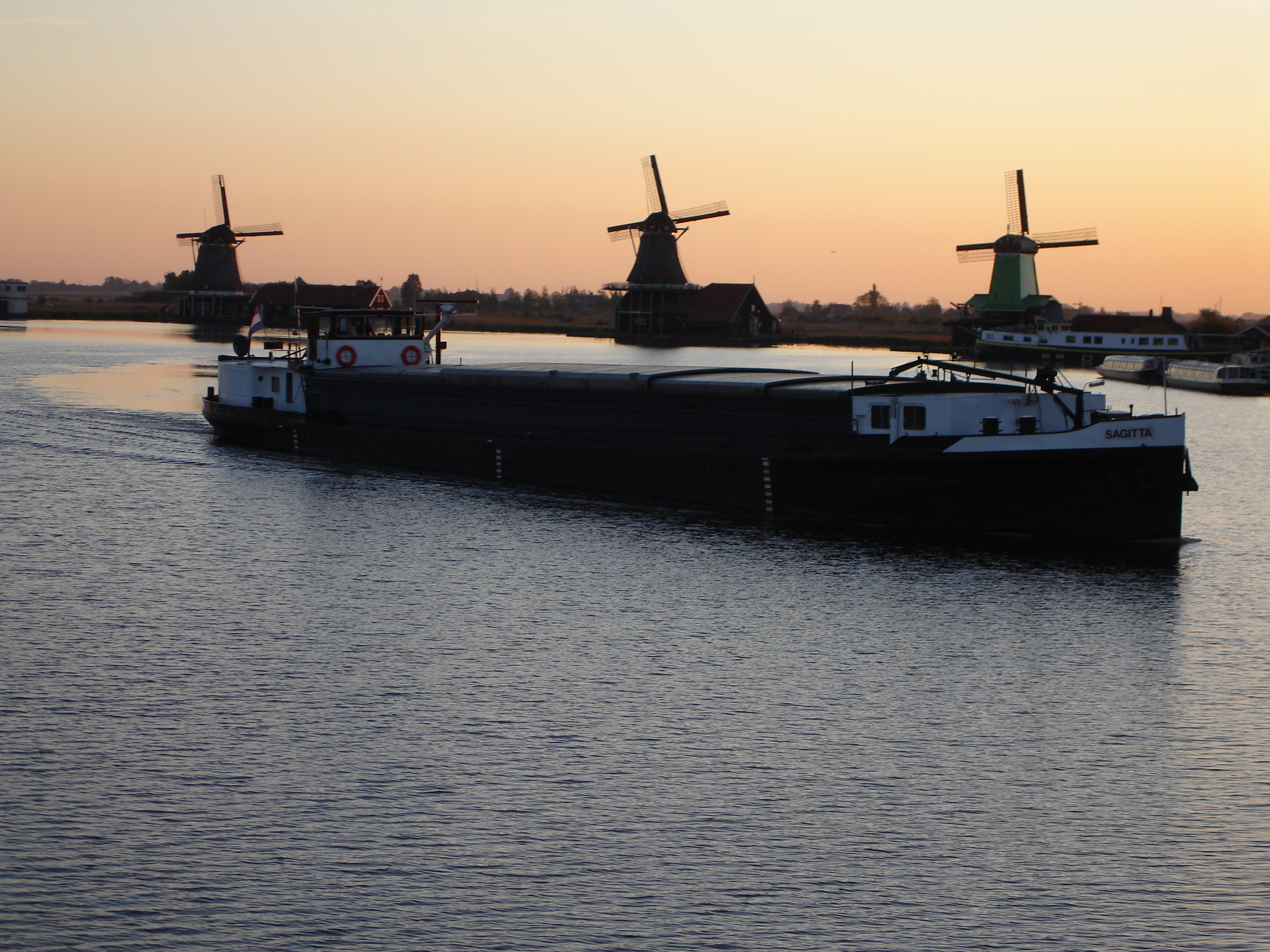
De Sagitta op de Zaan, bij de Zaansche Schans

De 'Sagitta' is een motorvrachtschip voor de binnenvaart dat Katwijk als thuishaven heeft en gebouwd is in 1940. Ze werd gebouwd door Boele's Scheepswerven & Machinefabriek, Bolnes en werd in Rotterdam geregistreerd in het scheepsregister onder de naam Rhenus 132.  Vlak na de oorlog kreeg ze de naam Wilhelmina. Haar zusterschepen werden in die periode ook omgedoopt, tot Juliana, Beatrix, Irene, Emma en Margriet.
Anno 2015 vervoert de Sagitta meestal cacaobonen in en rond Amsterdam en Zaandam. Hoewel er bij diverse reparaties veel veranderd is aan het schip, heeft ze wel haar originele vorm behouden.